# Fensterbach
Fensterbach település Németországban, azon belül Bajorországban. Lakosainak száma 2430 fő (2023. december 31.).

## Népesség
A település népessége az elmúlt években az alábbi módon változott:
| Lakosok száma | 1931 | 2042 | 2375 | 2400 | 2351 | 2366 | 2364 | 2347 | 2446 | 2430 |
|               | 1970 | 1975 | 2011 | 2012 | 2014 | 2015 | 2017 | 2019 | 2022 | 2023 |